# Iniciativa Nacional Palestina
Iniciativa Nacional Palestina (en árabe: المبادرة الوطنية الفلسطينية‎, lit. 'al-Mubādara al-Waṭaniyya al-Filasṭīniyya') es un partido político palestino liderado por Mustafa Barghouti.
Su formación fue anunciada formalmente el 17 de julio de 2002 en Ramala, Cisjordania por Haidar Abdel-Shafi, Mustafa Barghouti y Ibraham Dakkak,  el PNI se ve a sí mismo como una "Tercera Fuerza Democrática" en la Política Palestina y se opone a la Dicotomía entre Fatah (que considera corrupto y antidemocrático) y Hamás (que considera extremista y fundamentalista).

## Ideología
La ideología del PNI establece que:
"Solo a través del establecimiento de un estado palestino soberano, independiente, democratico y viable en todos los territorios ocupados por Israel en 1967, con Jerusalén Este como su capital, se podrá lograr una paz justa.
La Iniciativa exige la implementacion de las resoluciones pertinentes de las Naciones Unidas que exigen la retirada del ejercito israelí de Cisjordania y Gaza y que salvaguardan el derecho internacionalmente reconocido de los refugiados palestinos a regresar a su patria".

## Base de seguidores y líderes
El PNI está dominado por intelectuales seculares, algunos de ellos exmiembros del Partido Popular Palestino. Tiene una base sólida en organizaciones de la sociedad civil y ONG que operan en los territorios palestinos y tiene amplias conexiones con grupos de ayuda y apoyo extranjeros. Su falta de un papel dentro de la OLP y en la ANP ha reducido en gran medida su visibilidad para los palestinos comunes. El PNI ha ganado cierto apoyo entre los exiliados palestinos, sobre todo el difunto Edward Said, pero es extremadamente débil o inexistente en las principales comunidades de refugiados en Jordania, Líbano y Siria. La Iniciativa está dirigida por un secretario general, con Mustafa Barghouti ocupando ese puesto desde su fundación.

## Resultados

### Elecciones presidenciales de 2005
En las elecciones presidenciales palestinas de 2005 celebradas el 9 de enero de 2005, Mustafa Barghouti hizo campaña en una plataforma de democratización como candidato del PNI, y en ausencia de un candidato de Hamás (debido a la política de Hamás de boicotear todas las instituciones de la ANP) se convirtió rápidamente en el principal oponente del presidente de la OLP, Mahmoud Abbas. Barghouti también fue respaldado por el Frente Popular para la Liberación de Palestina, después de que ese grupo fracasara en sus intentos de organizar una candidatura única para todas las facciones palestinas seculares fuera de Fatah.
Durante la campaña, la fama de Barghouti se disparó como una bola de nieve después de que la prensa internacional recogiera su nombre como el principal candidato de la oposición. Fue arrestado dos veces por las Fuerzas de Defensa de Israel, sufriendo una fractura de rodilla bajo custodia, y se quejó de discriminación tanto por parte de la ANP dirigida por Abbas como de Israel, a la que acusó de respaldar encubiertamente la candidatura de Abbas. En los resultados finales, obtuvo el 19,48%, con Abbas ganando el 62,52% y los cinco candidatos restantes por debajo del 3,5%.

### Elecciones locales de 2005
El PNI hizo pequeños avances en la primera vuelta de las elecciones locales palestinas de 2005, celebradas en enero de 2005, después de las elecciones presidenciales.
En la segunda vuelta, llevada a cabo en mayo de 2005, el PNI por sí solo o en coaliciones ganó la mayoría en al menos seis localidades, con un total del 10% de los votos para candidatos fuera de Fatah y Hamás.
En la tercera ronda, celebrada en Cisjordania el 29 de septiembre, el PNI se presentó solo o en coaliciones en 18 de los 104 municipios y ganó el control de 16 consejos.
La cuarta y última ronda se pospuso hasta diciembre.

### Elecciones legislativas de 2006
En las elecciones legislativas palestinas de 2006 para el Consejo Legislativo Palestino, el PNI se presentó como parte de la lista Palestina Independiente. La lista obtuvo alrededor del 2,7% de los votos, ganando dos escaños en el CLP, ocupados por Mustafa Barghouti y Rawya Rashad Sa-eed al-Shawa.

### Elecciones locales de 2016
Para las elecciones del gobierno local palestino de 2016 que inicialmente estaban programadas para octubre de 2016, el PNI fue una de las cinco facciones palestinas de izquierda que formaron una lista conjunta llamada Lista de la Alianza Democrática.  En las elecciones, que tuvieron lugar el 13 de mayo de 2017, la Alianza ganó 5 de los 3.253 escaños disputados, obteniendo el 0,32% de los votos.

### Elecciones legislativas de 2021
Para las elecciones legislativas palestinas de 2021, el PNI presentó una lista bajo el nombre "Lista de la Iniciativa Nacional para el Cambio y para Poner Fin a la División".
Inicialmente, el PNI estaba en conversaciones con otros partidos de izquierda, incluidos el FPLP, el FDLP, el PPP y la FIDA, para postularse en una lista de izquierda unida. Sin embargo, las conversaciones se rompieron y la lista propuesta no se materializó.